# Medio (schip, 1931)
De MEDIO uit 1931 is een binnenschip van het type luxe motorschip. Het schip is als Varend monument® opgenomen in het Register Varend Erfgoed Nederland. Het heeft daarin registratienummer 2395. Het heeft een gerestaureerde salonroef.

## Beroepsvaart
Het schip werd na de oplevering in 1931 door Scheepswerf "De Dageraad" in Woubrugge vele jaren gebruikt om beroepsmatig vervoer te verzorgen door Nederland, België en Frankrijk. Voornamelijk met aardappelen en suikerbieten. 
In november 1944 werd het schip gevorderd voor het vervoer van munitie, maar de schipper wist onder te duiken in Zeeland. Het werd onder een Duitse bemanning beschoten door Engelse vliegtuigen op de Rijn nabij Baumberg (kilometerraai 716) en is daar gezonken. Pas in november 1946 werd het weer gelicht, waarbij de oorspronkelijke eigenaar met zijn twee zoons met emmers het in het schip gestroomde zand moesten verwijderen. Daarna kon het naar de werf in Vreeswijk worden gesleept om te worden hersteld. 
In 1948 is er verder gerestaureerd. in 1954 werd er vier meter tussen gezet in Rotterdam. De Medio werd in 1963 overgenomen door de zoon van Leendert, Johannes Dane, die er het werk mee voortzette samen met zijn vrouw en 2 kinderen aan boord. 

## Pleziervaart
Met de jaren nam de schaalvergroting in de binnenvaart toe en toen het mogelijk werd met een regeling de vloot te vernieuwen werd het schip in 1969 verkocht en kreeg het de functie van varend woonschip. Er werd een andere stuurhut geplaatst en het ruim tot woonruimte verbouwd. Zo heeft het onder de huidige eigenaar jarenlang gefungeerd als schip waar de Algemene Schippers Vereniging de nieuwjaarsborrel organiseerde. In de pleziervaart heeft het schip inmiddels meer geschiedenis dan in de beroepsvaart.

## Liggers Scheepmetingsdienst[3]
| Meetnummer | District en volgnr. | Meetdatum    | Meetplaats   | Lengte [m] | Breedte [m] | Inzinking [m] | Waterverplaatsing [ton] | Naam  | Eigenaar | Domicilie  |
| ---------- | ------------------- | ------------ | ------------ | ---------- | ----------- | ------------- | ----------------------- | ----- | -------- | ---------- |
| Ga2575N    | Gouda               | 15 juli 1931 | Woubrugge    | 25,46      | 4,57        | 1,53          | 86,468                  | MEDIO | L. Dane  | Stavenisse |
| R20191N    | Rotterdam           | 24 juli 1954 | Rotterdam    | 29,46      | 4,57        | 1,50          | 110,136                 | MEDIO | -        | Stavenisse |
| R24025N    | Rotterdam           | 14 juli 1958 | H.I. Ambacht | 29,46      | 4,57        | 1,67          | 126,966                 | MEDIO | -        | –          |
| R31897N    | Rotterdam           | 27 juni 1968 | -            | 29,46      | 4,57        | 1,64          | 124,592                 | MEDIO | -        | -          |

Er bestaat nog een volgende meting voor dit schip onder meetnummer: BR25971B. Deze meting komt niet voor in de liggers van de Scheepsmetingsdienst, mogelijk omdat het een buitenlandse meting is.